# Klara Kristin
Klara Kristin (* 1993 in Kopenhagen) ist ein dänisches Model, das auch als Schauspielerin und Sängerin tätig ist.

## Leben
Kristin wurde in Kopenhagen geboren, wo sie mit ihren Geschwistern aufwuchs. Sie lebte viele Jahre in Frankreich und spricht fließend Französisch. 2015 debütierte sie als Schauspielerin in einer der Hauptrollen in dem französischen Spielfilm Love, ohne vorher große Kenntnisse im Schauspiel gehabt zu haben. Über Hedi Slimane, den sie bei den Internationalen Filmfestspielen von Cannes kennen lernte, bekam sie erste Aufträge in der Modelbranche. 2016 modelte sie für eine Calvin-Klein-Kollektion.
2017 spielte sie im Musikvideo zum Song Goodbye Angels der Band Red Hot Chili Peppers mit. Seit 2018 läuft sie bei der Paris Fashion Week und beim New York Fashion Week Resort für das Luxuswaren-Unternehmen Louis Vuitton auf dem Laufsteg. 2019 übernahm sie eine der Hauptrollen im Kurzfilm Baby Got Back. 2020 erschien ihr eigenes Musikalbum Lullaby & Drum Machine im Eigenverlag. Musikalisch lässt sich das Werk dem Chanson zuordnen und ist auf Französisch gesungen.

## Filmografie
- 2015: Love
- 2019: Baby Got Back (Kurzfilm)

## Diskografie
Musikalbum
- 2020: Lullaby & Drum Machine